# 大盛镇 (安丘市)
大盛镇，是中华人民共和国山東省潍坊市安丘市下辖的一个乡镇级行政单位。

## 行政区划
大盛镇下辖以下地区：
前大盛村、尹家大盛村、后大盛村、韩家庄村、娄家庄村、西田庄村、东田庄村、大申明亭村、小申明亭村、东石崖子村、西石崖子村、小庵子村、尚庄村、朱家官庄村、房家官庄村、韩家旺村、辛家庄村、山徐家庄村、娄子村、东辛兴村、西辛兴村、窦家庄子村、寺前村、北徐家庄村、牛沐村、后沟村、吴家庄村、吴家院庄村、李家院庄村、马家院庄村、刘家院庄村、小庄子村、田家楼村、郭家庄村、南石家营村、北石家营村、田辛庄子村、豆坡村、泉头村、东丁家沟村、中丁家沟村、西丁家沟村、陈家庄村、秦家庄子村、龙王庙村、牛家沟村、东孟家庄子村、西孟家庄子村、北杨家沟村、南黑山村、北黑山村、旺山子村、寺坡村、下马疃村、上马疃村、大官庄村、小官庄村、白石岭村、东山北头村、中山北头村、西山北头村和南杨家沟村。

## 人口
2010年中国第六次人口普查时，大盛镇共有人口31797人。共有家庭9146户，平均每户3.39人。14岁以下的少年儿童共3775人，占总人口11.87%；15-64岁人口共24500人，占总人口77.05%；65岁及以上的老年人共3522人，占总人口的11.07%。男性共计16359人，占总人口51.44%；女性共计15438，占总人口48.55%。本地居住的人口中，拥有本地户籍的人口为31195人，占98.10%。